# Stazione meteorologica di Capo Carbonara
La stazione meteorologica di Capo Carbonara (in sardo: Istazione meteoròlogica de Cabu Carbonara) è la stazione meteorologica di riferimento per il servizio meteorologico dell'Aeronautica Militare e per l'Organizzazione meteorologica mondiale, relativa all'omonima località costiera all'estremità sud-orientale della Sardegna.

## Storia
La stazione meteorologica venne attivata come stazione meteomarina presso il semaforo di capo Carbonara, originariamente gestito dalla Regia Marina.
I dati meteomarini rilevati sono documentati fin dagli inizi del Novecento nei bollettini meteorici giornalieri dell'Ufficio centrale di meteorologia e, tra il 1929 e il 1933, le principali statistiche meteomarine sono state pubblicate anche dall'ISTAT negli Annuari statistici italiani dei corrispondenti anni.

## Caratteristiche

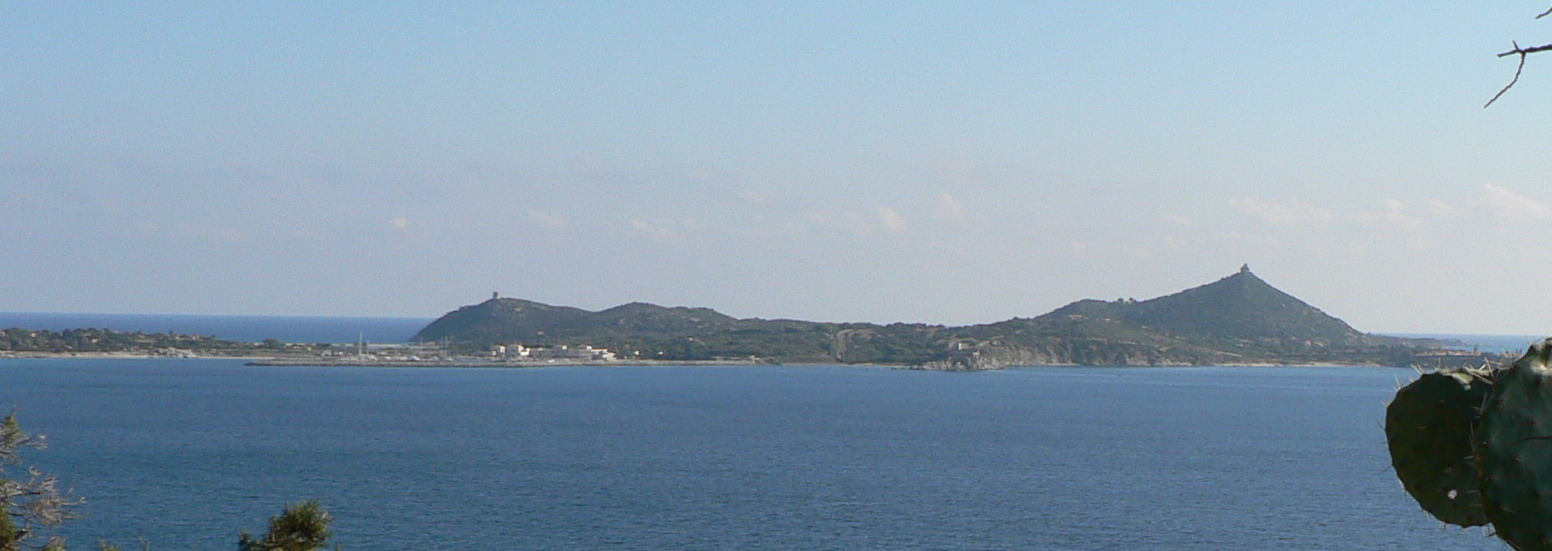
Veduta panoramica dell'area di ubicazione della stazione meteorologica

La stazione meteorologica si trova nell'Italia insulare, in Sardegna, in Provincia del Sud Sardegna, nel comune di Villasimius, a 118 metri s.l.m. e alle coordinate geografiche 39°06′13.35″N 9°30′49.73″E.
Oltre a rilevare i dati relativi a temperatura, precipitazioni, pressione atmosferica, umidità relativa, direzione e velocità del vento, la stazione è collegata ad una boa situata nell'antistante settore ovest del mar Tirreno meridionale che volge in direzione del canale di Sardegna, grazie alla quale è possibile osservare lo stato del mare, l'altezza dell'onda marina, la direzione dell'onda stessa, oltre alla lunghezza e all'altezza dell'onda morta (onda non più soggetta all'azione diretta del vento).

## Medie climatiche ufficiali

### Dati climatologici 1971-2000
In base alle medie climatiche del periodo 1971-2000, la temperatura media del mese più freddi, gennaio e febbraio, è di +11,9 °C, mentre quella del mese più caldo, agosto, è di +26,5 °C; mediamente si contano zero giorni di gelo all'anno e 30 giorni con temperatura massima uguale o superiore ai +30 °C. I valori estremi di temperatura registrati nel medesimo trentennio sono i -1,8 °C del gennaio 1981 e i +40,0 °C del luglio 1982.
Le precipitazioni medie annue si attestano a 238 mm, mediamente distribuite in 37 giorni di pioggia, con minimo in primavera ed estate, e picco massimo relativo in autunno.
L'umidità relativa media annua fa registrare il valore di 74,2 % con minimo di 69 % a luglio e massimo di 78 % a dicembre; mediamente si contano 2 giorni di nebbia all'anno.
Di seguito è riportata la tabella con le medie climatiche e i valori massimi e minimi assoluti registrati nel trantennio 1971-2000 e pubblicati nell'Atlante Climatico d'Italia del Servizio Meteorologico dell'Aeronautica Militare relativo al medesimo trentennio.
| Capo Carbonara (1971-2000)      | Mesi        | Mesi        | Mesi        | Mesi        | Mesi        | Mesi        | Mesi        | Mesi        | Mesi        | Mesi        | Mesi        | Mesi        | Stagioni | Stagioni | Stagioni | Stagioni | Anno  |
| Capo Carbonara (1971-2000)      | Gen         | Feb         | Mar         | Apr         | Mag         | Giu         | Lug         | Ago         | Set         | Ott         | Nov         | Dic         | Inv      | Pri      | Est      | Aut      | Anno  |
| ------------------------------- | ----------- | ----------- | ----------- | ----------- | ----------- | ----------- | ----------- | ----------- | ----------- | ----------- | ----------- | ----------- | -------- | -------- | -------- | -------- | ----- |
| T. max. media (°C)              | 14,1        | 14,3        | 15,7        | 17,3        | 21,1        | 25,4        | 28,9        | 30,0        | 26,9        | 22,6        | 18,4        | 15,4        | 14,6     | 18,0     | 28,1     | 22,6     | 20,8  |
| T. min. media (°C)              | 9,6         | 9,4         | 10,2        | 11,5        | 15,1        | 18,8        | 21,7        | 22,9        | 20,5        | 17,0        | 13,5        | 11,0        | 10,0     | 12,3     | 21,1     | 17,0     | 15,1  |
| T. max. assoluta (°C)           | 19,2 (1995) | 19,8 (1980) | 21,8 (1988) | 27,0 (2000) | 30,8 (1994) | 35,6 (1998) | 40,0 (1982) | 39,0 (1999) | 33,8 (1994) | 30,6 (1999) | 25,4 (1991) | 22,6 (1975) | 22,6     | 30,8     | 40,0     | 33,8     | 40,0  |
| T. min. assoluta (°C)           | −1,8 (1981) | 0,8 (1993)  | 1,0 (1971)  | 3,8 (1993)  | 7,8 (1991)  | 13,0 (1991) | 15,0 (1976) | 15,4 (1977) | 11,8 (1979) | 5,2 (1974)  | 4,4 (1978)  | 0,0 (1982)  | −1,8     | 1,0      | 13,0     | 4,4      | −1,8  |
| Giorni di calura (Tmax ≥ 30 °C) | 0           | 0           | 0           | 0           | 0           | 1           | 11          | 15          | 3           | 0           | 0           | 0           | 0        | 0        | 27       | 3        | 30    |
| Giorni di gelo (Tmin ≤ 0 °C)    | 0           | 0           | 0           | 0           | 0           | 0           | 0           | 0           | 0           | 0           | 0           | 0           | 0        | 0        | 0        | 0        | 0     |
| Precipitazioni (mm)             | 22,0        | 26,3        | 18,1        | 17,3        | 13,6        | 4,3         | 2,6         | 6,8         | 35,9        | 32,4        | 34,1        | 24,4        | 72,7     | 49,0     | 13,7     | 102,4    | 237,8 |
| Giorni di pioggia               | 5           | 4           | 3           | 4           | 3           | 1           | 0           | 1           | 3           | 4           | 5           | 4           | 13       | 10       | 2        | 12       | 37    |
| Giorni di nebbia                | 0           | 0           | 0           | 1           | 1           | 0           | 0           | 0           | 0           | 0           | 0           | 0           | 0        | 2        | 0        | 0        | 2     |
| Umidità relativa media (%)      | 77          | 76          | 75          | 75          | 75          | 71          | 69          | 71          | 72          | 75          | 76          | 78          | 77       | 75       | 70,3     | 74,3     | 74,2  |

### Dati climatologici 1961-1990
In base alla media trentennale di riferimento (1961-1990) per l'Organizzazione Mondiale della Meteorologia, la temperatura media dei mesi più freddi, gennaio e febbraio, si attesta attorno ai +11,5 °C; quella del mese più caldo, agosto, è di circa +25,5 °C. Nel medesimo trentennio, la temperatura minima assoluta ha toccato i -2,6 °C nel gennaio 1963 (media delle minime assolute annue di +1,9 °C), mentre la massima assoluta ha fatto registrare i +40,0 °C nel luglio 1982 (media delle massime assolute annue di +34,0 °C).
La nuvolosità media annua si attesta a 3,5 okta, con minimo di 1,3 okta a luglio e massimo di 4,6 okta a dicembre.
Le precipitazioni medie annue sono molto scarse in ogni mese, superano di poco i 250 mm, distribuite mediamente in appena 39 giorni, e risultano essere il valore minimo assoluto di tutto il territorio nazionale italiano.
L'umidità relativa media annua fa registrare il valore di 73,8 % con minimi di 72 % a marzo, a giugno, a luglio e ad agosto e massimo di 78 % a dicembre.
| Capo Carbonara (1961-1990)  | Mesi        | Mesi        | Mesi        | Mesi        | Mesi        | Mesi        | Mesi        | Mesi        | Mesi        | Mesi        | Mesi        | Mesi        | Stagioni | Stagioni | Stagioni | Stagioni | Anno  |
| Capo Carbonara (1961-1990)  | Gen         | Feb         | Mar         | Apr         | Mag         | Giu         | Lug         | Ago         | Set         | Ott         | Nov         | Dic         | Inv      | Pri      | Est      | Aut      | Anno  |
| --------------------------- | ----------- | ----------- | ----------- | ----------- | ----------- | ----------- | ----------- | ----------- | ----------- | ----------- | ----------- | ----------- | -------- | -------- | -------- | -------- | ----- |
| T. max. media (°C)          | 14,1        | 14,2        | 15,3        | 17,1        | 20,8        | 24,8        | 28,2        | 29,0        | 26,4        | 22,1        | 18,2        | 15,1        | 14,5     | 17,7     | 27,3     | 22,2     | 20,4  |
| T. min. media (°C)          | 9,3         | 9,1         | 9,8         | 11,4        | 14,7        | 18,2        | 21,2        | 22,0        | 20,2        | 16,7        | 13,2        | 10,6        | 9,7      | 12,0     | 20,5     | 16,7     | 14,7  |
| T. max. assoluta (°C)       | 21,0 (1962) | 21,4 (1965) | 21,8 (1988) | 24,0 (1977) | 29,6 (1961) | 34,4 (1982) | 40,0 (1982) | 37,0 (1971) | 32,5 (1962) | 30,0 (1990) | 24,8 (1963) | 23,6 (1961) | 23,6     | 29,6     | 40,0     | 32,5     | 40,0  |
| T. min. assoluta (°C)       | −2,6 (1963) | 1,0 (1987)  | 1,0 (1971)  | 5,0 (1962)  | 8,6 (1961)  | 11,2 (1962) | 15,0 (1976) | 15,4 (1977) | 11,8 (1979) | 5,2 (1974)  | 3,0 (1965)  | −0,6 (1961) | −2,6     | 1,0      | 11,2     | 3,0      | −2,6  |
| Nuvolosità (okta al giorno) | 4,5         | 4,4         | 4,1         | 4,0         | 3,2         | 2,7         | 1,3         | 1,7         | 3,0         | 4,1         | 4,2         | 4,6         | 4,5      | 3,8      | 1,9      | 3,8      | 3,5   |
| Precipitazioni (mm)         | 28,2        | 36,3        | 22,2        | 16,1        | 11,5        | 3,2         | 3,9         | 7,6         | 47,5        | 38,0        | 24,1        | 26,9        | 91,4     | 49,8     | 14,7     | 109,6    | 265,5 |
| Giorni di pioggia           | 5           | 5           | 3           | 4           | 2           | 1           | 0           | 1           | 3           | 5           | 5           | 5           | 15       | 9        | 2        | 13       | 39    |
| Umidità relativa media (%)  | 73          | 73          | 72          | 74          | 75          | 72          | 72          | 72          | 73          | 75          | 77          | 78          | 74,7     | 73,7     | 72       | 75       | 73,8  |

### Dati climatologici 1951-198
Nel trentennio 1951-1980 la temperatura media del mese più freddo, febbraio, si attesta a +11,4 °C; quella del mese più caldo, agosto, è di circa +25,3 °C.
Nel medesimo trentennio, la temperatura minima assoluta ha toccato i -2,6 °C nel gennaio 1963, mentre la massima assoluta ha fatto registrare i +37,0 °C nell'agosto 1971.
| Capo Carbonara (1951-1980) | Mesi        | Mesi        | Mesi        | Mesi        | Mesi        | Mesi        | Mesi        | Mesi        | Mesi        | Mesi        | Mesi        | Mesi        | Stagioni | Stagioni | Stagioni | Stagioni | Anno |
| Capo Carbonara (1951-1980) | Gen         | Feb         | Mar         | Apr         | Mag         | Giu         | Lug         | Ago         | Set         | Ott         | Nov         | Dic         | Inv      | Pri      | Est      | Aut      | Anno |
| -------------------------- | ----------- | ----------- | ----------- | ----------- | ----------- | ----------- | ----------- | ----------- | ----------- | ----------- | ----------- | ----------- | -------- | -------- | -------- | -------- | ---- |
| T. max. media (°C)         | 13,9        | 14,1        | 15,2        | 17,0        | 20,5        | 24,7        | 28,0        | 28,8        | 26,0        | 21,7        | 18,0        | 15,1        | 14,4     | 17,6     | 27,2     | 21,9     | 20,3 |
| T. min. media (°C)         | 9,1         | 8,7         | 9,8         | 11,3        | 14,5        | 18,2        | 20,9        | 21,7        | 19,8        | 16,1        | 12,9        | 10,5        | 9,4      | 11,9     | 20,3     | 16,3     | 14,5 |
| T. max. assoluta (°C)      | 21,0 (1962) | 21,4 (1965) | 23,0 (1952) | 24,0 (1977) | 29,6 (1961) | 34,2 (1952) | 35,6 (1952) | 37,0 (1971) | 32,5 (1962) | 28,2 (1956) | 24,8 (1960) | 23,6 (1961) | 23,6     | 29,6     | 37,0     | 32,5     | 37,0 |
| T. min. assoluta (°C)      | −2,6 (1963) | −0,4 (1956) | 1,0 (1971)  | 5,0 (1962)  | 7,6 (1960)  | 11,2 (1962) | 15,0 (1976) | 15,4 (1977) | 11,8 (1979) | 5,2 (1974)  | 3,0 (1965)  | −0,6 (1961) | −2,6     | 1,0      | 11,2     | 3,0      | −2,6 |

## Valori estremi

### Temperature estreme mensili dal 1946 ad oggi
Nella tabella sottostante sono riportate le temperature massime e minime assolute mensili, stagionali ed annuali dal 1946 ad oggi, con il relativo anno in cui si queste si sono registrate. La massima assoluta del periodo esaminato di +40,0 °C risale al luglio 1982, mentre la minima assoluta di -2,6 °C è del gennaio 1963.
| Capo Carbonara (1946-2023) | Mesi        | Mesi        | Mesi        | Mesi        | Mesi        | Mesi        | Mesi        | Mesi        | Mesi        | Mesi        | Mesi        | Mesi        | Stagioni | Stagioni | Stagioni | Stagioni | Anno |
| Capo Carbonara (1946-2023) | Gen         | Feb         | Mar         | Apr         | Mag         | Giu         | Lug         | Ago         | Set         | Ott         | Nov         | Dic         | Inv      | Pri      | Est      | Aut      | Anno |
| -------------------------- | ----------- | ----------- | ----------- | ----------- | ----------- | ----------- | ----------- | ----------- | ----------- | ----------- | ----------- | ----------- | -------- | -------- | -------- | -------- | ---- |
| T. max. assoluta (°C)      | 21,2 (2002) | 23,2 (2004) | 25,2 (2001) | 27,5 (1947) | 32,8 (2006) | 35,6 (1998) | 40,0 (1982) | 39,0 (1999) | 37,0 (1946) | 30,6 (1999) | 26,8 (2013) | 23,6 (1961) | 23,6     | 32,8     | 40,0     | 37,0     | 40,0 |
| T. min. assoluta (°C)      | −2,6 (1963) | −0,4 (1956) | 1,0 (1949)  | 3,8 (1993)  | 7,6 (1960)  | 11,2 (1962) | 15,0 (1976) | 15,4 (1977) | 11,8 (1979) | 5,2 (1974)  | 3,0 (1965)  | −0,6 (1961) | −2,6     | 1,0      | 11,2     | 3,0      | −2,6 |